# Альпийские луга

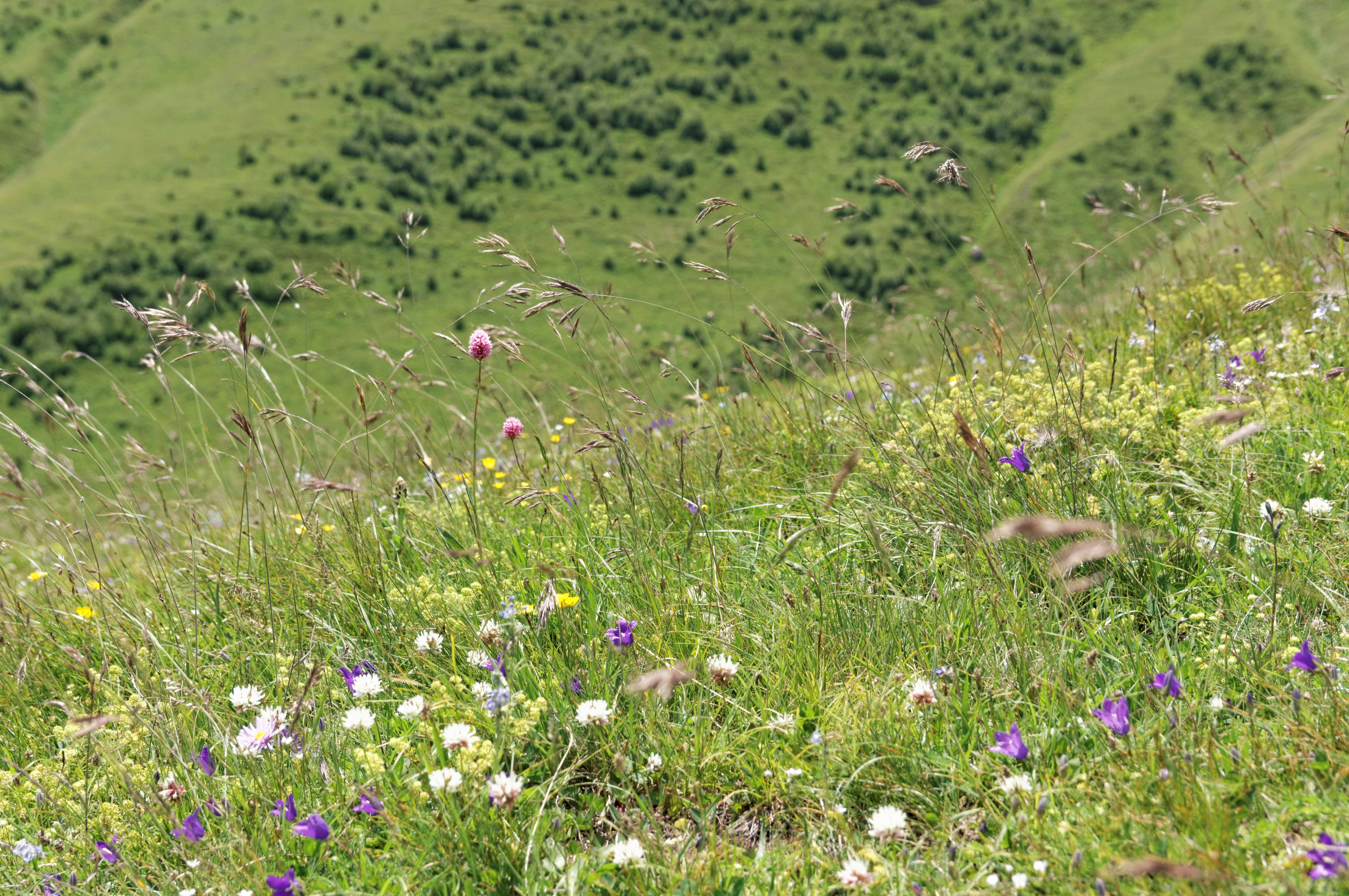
Альпийские луга в Грузии

Альпи́йские луга́ — горные луга, покрытые травянистой растительностью. В горных массивах находятся над границей леса, в альпийском поясе. Высота, на которой начинаются альпийские луга, зависит в наибольшей степени от климата региона и географической широты местности (чем дальше от полюсов, тем выше начинаются альпийские луга). Обычно от границы горных лесов альпийские луга отделены поясом криволесий.
Альпийским лугам свойственна специфическая, низкорослая растительность, а также растительность, образующая «травяные подушки». Это сближает этот тип экосистем с тундрой, благодаря чему альпийские луга также называют «горной тундрой». Климат в регионе лугов прохладный, хоть и менее суровый, чем в полярной тундре. Средняя температура летом — около +15, а зимой — до −10. Часты резкие перепады температур.
Почвенный слой на альпийских лугах обычно сравнительно тонкий и малоплодородный, с многочисленными включениями камней и щебня. В умеренном поясе в почве альпийских лугов обычно формируется глеевый слой.
Так как альпийские луга встречаются почти во всех регионах Земли, то нельзя выделить виды животных, которые были бы характерными для всех них. Часто, особенно в тропических и субтропических регионах, альпийские луга представляют собой острова реликтовых экосистем, отрезанные друг от друга более жарким низменным климатом. На таких участках могут сохраняться виды, отсутствующие или пропавшие в близлежащей местности, — часто это реликты прошлой ледниковой эпохи. Таким видом, например, является эфиопский шакал, сохранившийся в нескольких высокогорных разрозненных популяциях, где существует подходящий для него относительно прохладный климат.
Подвижные щебнистые субстраты заселяют растения-пионеры, имеющие очень сильную, глубокую корневую систему. К ним относятся мак, резуха альпийская, родиола розовая. Растения альпийских лугов являются хорошими травами для корма животных, благодаря этому в летний период там пасут скот. Среди альпийской флоры также встречаются декоративные виды — к примеру, эдельвейс.